# Martin Latsis
Martin Ivanovich Latsis (russo: Мартын Иванович Лацис, nascido Jānis Sudrabs) (14 de dezembro de 1888 - 11 de fevereiro de 1938) foi um político, revolucionário e alto funcionário da segurança Soviética na Curlândia (hoje – Latvia). Ele era membro do Partido Bolchevique desde 1905 (um "Velho Bolchevista"), ele foi um participante ativo nas Revoluções Russas de 1905 - 1907 e na de 1917. 
Foi membro do Comitê Revolucionário Militar e presidente da Tcheka na Ucrânia (1919) onde atuou de forma brutal nos contra-revolucionários na Frente Oriental durante a Guerra Civil. Posteriormente foi membro do Comitê Executivo Central de Todas as Rússias e entre 1932 e 1937 foi diretor da Academia Russa Plekhanov de Economia.
Latsis foi o autor do livro "Dva goda borby na vnutrennom fronte" (Dois anos de luta na Frente Interna, Moscou:. Gos IZD-VO, 1920), em que ele defendia a violência desenfreada contra os inimigos de classe. Ele se gabava das políticas repressivas duras usadas pela Tcheka. Em 1918, enquanto vice-chefe da Tcheka na Ucrânia, ele estabeleceu o princípio de que as sentenças não eram para ser determinado pela culpa ou inocência, mas por classe social. Ele é citado de ter explicado o Terror Vermelho da seguinte forma:
Estamos empenhados em exterminar a burguesia como classe. Você não precisa provar que este ou aquele homem agiu contra os interesses do poder soviético. A primeira coisa que você tem que perguntar a uma pessoa detida é: Em que classe ele pertence, onde é que ele vem, que tipo de educação que ele tem, qual é a sua profissão? Estas perguntas são para decidir o destino do acusado. Essa é a quintessência do Terror Vermelho.
Latsis se tornou uma vítima do regime soviético durante Grande Expurgo nos anos 1930, quando ele foi preso no dia 29 de novembro de 1937 e acusado por uma comissão de NKVD e pelo procurador da URSS de pertencer a uma "contra-revolucionária, organização nacionalista". Ele foi executado em 1938 por um pelotão de fuzilamento.
Em 1956, o Colegiado Militar do Supremo Tribunal da URSS o reabilitou politicamente.